# Donald Barcome, Jr.
Donald Barcome, Jr. (* 19. April 1958 in Green Bay, Wisconsin) ist ein US-amerikanischer Curler.
Sein internationales Debüt hatte Barcome Jr. im Jahr 1976 bei der Curling-Juniorenweltmeisterschaft in Aviemore, er blieb jedoch ohne Medaille. Ein Jahr später gewann er in Québec bei der Junioren-WM die Bronzemedaille. 1979 wurde er Juniorenweltmeister in Moose Jaw.
Als Ersatzspieler spielte Barcome Jr. für die US-amerikanische Mannschaft bei den XIX. Olympischen Winterspielen im Curling. Die Mannschaft belegte den siebten Platz.

## Erfolge
- Juniorenweltmeister 1979
- 3. Platz Juniorenweltmeisterschaft 1977